# Retrofokusobjektiv

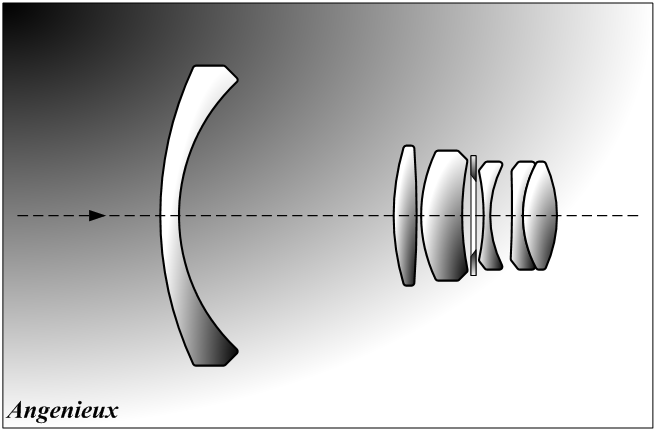
Principen för ett retrofokusobjektiv.

Retrofokusobjektiv är (oftast) ett vidvinkelobjektiv med en extra linsgrupp bakpå objektivet. Detta gör att objektivet kan ha kort brännvidd utan att behöva monteras nära filmplanet. Detta gör att objektivet inte är i vägen för spegeln i en spegelreflexkamera. 
Vidvinkelobjektiv är i regel retrofokusobjektiv för systemkameror med rörlig spegel. 
Ett annat namn på retrofokusobjektiv är omvänt teleobjektiv.